# Olympische Sommerspiele 1992/Teilnehmer (El Salvador)
| Gelbes Symbol für Goldmedaillen mit stilisierten Olympischen Ringen | Graues Symbol für Silbermedaillen mit stilisierten Olympischen Ringen | Braundes Symbol für Bronzemedaillen mit stilisierten Olympischen Ringen |
| ------------------------------------------------------------------- | --------------------------------------------------------------------- | ----------------------------------------------------------------------- |
| —                                                                   | —                                                                     | —                                                                       |

El Salvador nahm an den Olympischen Sommerspielen 1992 in Barcelona, Spanien, mit einer Delegation von vier Sportlern (drei Männer und eine Frau) teil.

## Teilnehmer nach Sportarten

### Judo
- Juan Vargas
Leichtgewicht: 13. Platz

### Leichtathletik
- Angelo Iannuzzelli
Weitsprung: 39. Platz in der Qualifikation

- Herbert Rodríguez
Diskuswerfen: 31. Platz in der Qualifikation

### Schwimmen
- María José Marenco
Frauen, 200 Meter Freistil: 32. Platz
Frauen, 400 Meter Freistil: 26. Platz
Frauen, 800 Meter Freistil: 20. Platz